# Пальчатокоренник черноморский
Пальчатокоренник черноморский (лат. Dactylorhiza euxina) — вид травянистых растений из рода Пальчатокоренник (Dactylorhiza) семейства Орхидные (Orchidaceae).

## Распространение
Высокогорные альпийские и субальпийские луга. Кавказ, турецкая Армения. 

## Описание
Многолетнее травянистое растение.
Стебель высотой 10–25(30–35) см. 
Листья в числе (3)4–5, пятнистые. Нижние листья: эллиптически-ланцетные или продолговато-эллиптически-ланцетные, тупые, к основанию немного суженные, отклоненные, длиной (2) 3-7 см и шиирной (1) 1.5-2.2 (3) см (отношение шир. к дл.—1:2—1:3). Верхние листья: туповато-заостренные и более узкие. 
Соцветие — колос коротко-цилиндрический или почти яйцевидный, густой, длиной 2,5–5 см и диаметром 2–3(3,5) см. Прицветники нижних цветков длиннее их, верхние прицветники равны цветкам или немного короче, зелёные или более-менее покрашенные в фиолетовый цвет, ланцетные, или узко-ланцетные, коротко заостренные, средние длиной 1,5–2 см и шириной 4–5,5 мм. Цветки тёмно-фиолетово-пурпурные, губа с ещё более тёмным, нерезко выделяющимся на основном фоне рисунком из более-менее слившихся в продольные закругленные линии пятнышек. Наружные листочки околоцветника узко- яйцевидно-ланцетные, туповатые, с 3–5 жилками, средний длиной (7,5) 8–9 мм и шириной 3–3,5 мм, боковые неравнобокие, длиной 9–10 мм и шириной 3–4 мм; два л. внутреннего круга околоцветника неравнобоко-ланцетные, чуть короче среднего наружного; губа цельная, по краю б. м. городчато-зазубренная, округло-ромбически-яйцевидная или округло-широко-яйцевидная, наиболее широкая при основании, (7) 8-9 (10) мм дл. и 10—12 (14) мм шир., тупо- заостренная или тупая. Шпорец мешковидно-цилиндрический или почти конический, толстый и короткий, короче завязи и иногда равный лишь ее по ловине, длиной (6,5)7–8(9) см и толщиной 3–3,5(4) мм. 
Цветение в июне–июле.

## Синонимы
Согласно базе данных GBIF в синонимику вида Dactylorhiza euxina (Nevski) Czerep. входят следующие названия:
- = Dactylorchis caucasica (Klinge) Soó
- = Dactylorchis euxina (Nevski) Soó
- = Dactylorhiza cataonica subsp. caucasica (Klinge) Soó
- = Dactylorhiza caucasica (Klinge) Soó
- = Dactylorhiza caucasica var. markowitschii (Soó) Soó
- = Dactylorhiza euxina (Nevski) H.Baumann & Künkele, 1981
- = Dactylorhiza euxina subsp. euxina
- = Dactylorhiza euxina var. markowitschii (Soó) Renz & Taubenheim
- = Dactylorhiza majalis subsp. caucasica (Klinge) H.Sund.
- = Dactylorhiza markowitschii (Soó) Aver.
- = Orchis angustifolia var. caucasica (Klinge) E.G.Camus
- = Orchis caucasica (Klinge) Klinge
- = Orchis caucasica (Klinge) Medw.
- = Orchis caucasica var. markowitschii Soó
- = Orchis cordigera var. caucasica (Klinge) Klinge
- ≡ Orchis euxina Nevskibasionym
- = Orchis monticola subsp. caucasica Klinge

## Примечание
1. ↑  Глобальная информационная система по биоразнообразию (мн.) — 2001.
2. 1 2 3 4 5  Невский, 1935.
3. ↑  Dactylorhiza euxina (Nevski) Czerep. (англ.). GBIF. Дата обращения: 11 декабря 2023. Архивировано 19 августа 2023 года.